# Cantonul Toulouges
Cantonul Toulouges este un canton din arondismentul Perpignan, departamentul Pyrénées-Orientales, regiunea Languedoc-Roussillon, Franța.

## Comune
- Canohès
- Pollestres
- Toulouges (reședință)